# カニエ・ウェスト
カニエ・ウェスト（英語: Kanye West、1977年6月8日 - ）ことイェ、イェイ（英: Ye、英語発音:[jeɪ]）は、アメリカ合衆国イリノイ州シカゴ出身のラッパー、ソングライター、音楽プロデューサー、ファッションデザイナー。2000年代初頭から現在に至るまで楽曲プロデュースやフィーチャリング・コラボレーション、自身のソロ活動により数々のヒット曲を生み出しており、2025年時点でグラミー賞に76回ノミネート、うち24回受賞を果たしている。出生時の本名はカニエ・オマリ・ウェスト（英: Kanye Omari West）。前妻はキム・カーダシアンであり、2022年に離婚している。

## 経歴

### - 2003年: ソロデビューまで
1977年6月8日、アメリカ合衆国ジョージア州アトランタで生まれる。その後はシカゴや南京などで暮らし、1990年代半ばにプロデューサーとしてのキャリアをスタートさせた。1990年代末には、メジャーアーティストへ曲を提供するようになったがヒットに恵まれず、シカゴの美大に通いながら音楽活動を続けた。カニエは高校を出た後、奨学金を受けて初めはアメリカン・アカデミー・オブ・アート大学で絵画制作の授業を受けていたが、すぐ後でシカゴ州立大学に編入し英文学を専攻した。2000年代に入ると、ジェイ・Zに才能を見出され、プロデューサーとしてロッカフェラ・レコード (Roc-a-Fella Records) と契約を結ぶ。2001年、ジャクソン5の代表曲である「帰ってほしいの (I Want You Back)」を大胆にサンプリングしたジェイ・Zの「Izzo (H.O.V.A.)」をプロデュースし、全米8位のヒットを記録する。プロデューサーとして5曲提供したJay-Zのアルバム『The Blueprint』は音楽メディアに2000年代の名盤の一つに選ばれるなど大成功をおさめ、カニエはトッププロデューサーとしての階段を駆け上ることになる。プロデュース業が忙しくなったカニエは大学を中退した。
2002年10月23日、レコーディング後、スタジオから自宅へ帰る途中に居眠り運転で交通事故に遭い、口の中にワイヤーを入れなくてはならない程の大怪我を負う。事故後クリスチャンになり、神によって助けられたとコメントしている。
2003年、プロデュースしたリュダクリスの「スタンド・アップ (Stand Up) feat. Shawnna」が全米1位を記録する。また、プロデュースしたアリシア・キーズの「ユー ・ドント・ノウ・マイ・ネーム (You Don't Know My Name)」が全米3位を記録、第47回グラミー賞のベストR&Bソング部門を受賞した。
さらに同年、プロデュースし自ら客演で参加したトゥイスタの「スロー・ジャムズ (Slow Jamz) feat. Kanye West and Jamie Foxx」が全米1位を記録する。

### 2003年 - 2005年: The College Dropout
2004年2月10日、ロッカフェラ・レコードよりソロデビューアルバム『ザ・カレッジ・ドロップアウト（The College Dropout）』をリリース。タイトルはプロデュース業を優先するために大学を中退したことに由来する。また、収録曲の一つである「スルー・ザ・ワイアー」の題名も、2002年の交通事故の大けがで口の中にワイヤーを入れたことに由来する。
このアルバムは全米2位を記録し、同年のLIVE 8への出演を果たしたほか、2005年の米タイム誌「今日最も影響力の強い100人」の一人に選定された。第47回グラミー賞ではアーティスト、ソングライター、プロデューサーとして合計10のノミネーションを得て、3部門を受賞。
この年、カニエはデフ・ジャムの傘下に自主レーベルのGOOD Musicを創設した。
2005年5月、11曲中9曲をプロデュースしたCommonのアルバム『Be』が発売される。全米2位を記録し、アルバムと収録曲3曲がグラミー賞にノミネートされた。

### 2005年 - 2007年: Late Registration

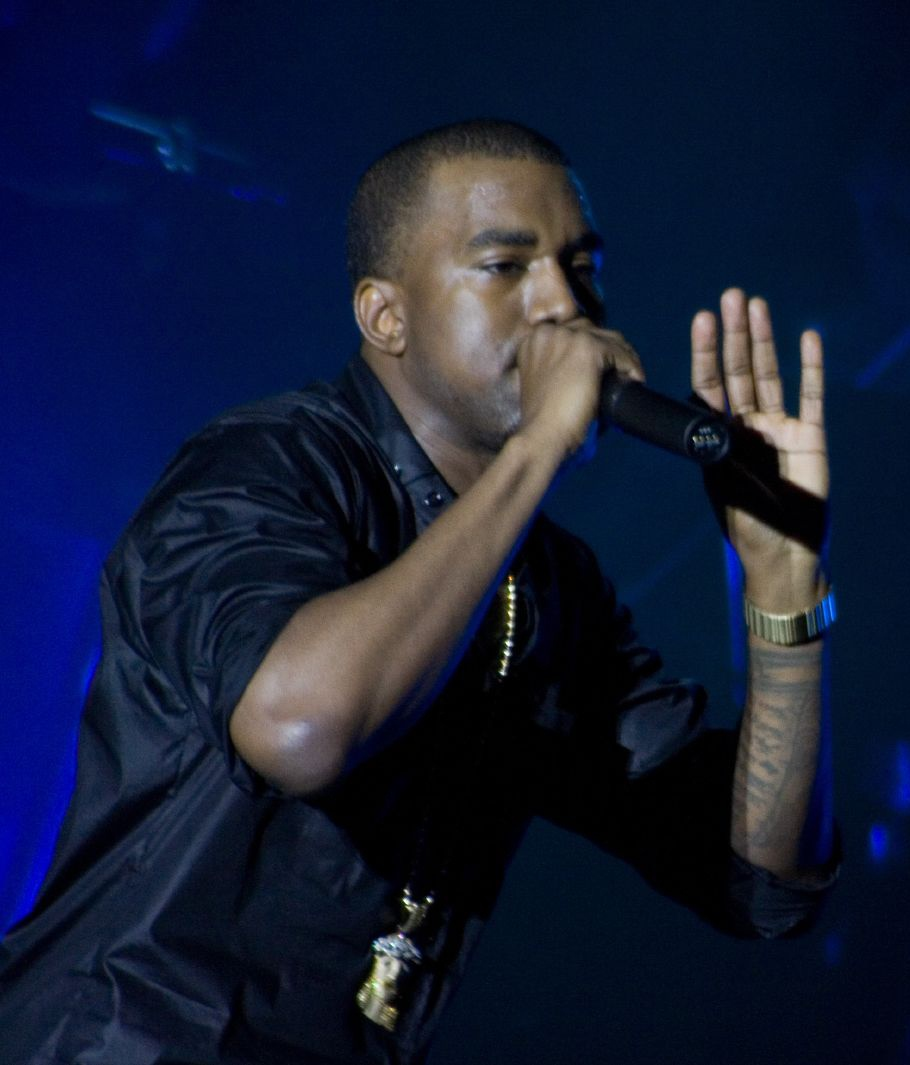
ストックホルム・ジャズ・フェスティバルでのカニエ（2006年）

2005年8月30日、2作目のアルバム『レイト・レジストレーション（Late Registration）』をリリース。アルバムのレコーディングはニューヨークとハリウッドのスタジオで1年以上かけて制作された。このアルバムでは作曲家のジョン・ブライオンを共同プロデューサーとして迎えており、クラシックの要素が強い作品となっている。
アルバムは初週にアメリカ国内だけで86万枚を売り上げ全米1位を記録する。アルバムからは 「Touch the Sky」「Heard 'Em Say」「Gold Digger」が世界的にヒットし、特にシングル「Gold Digger」はアメリカ国内だけでも500万枚を売り上げ、10週連続全米1位を記録した。
アルバムは批評家からも評価され、USA Today、Spin誌、ローリング・ストーン誌などが「2005年最優秀アルバム」に選定し、ローリング・ストーンは後に「音楽史上の偉大な500のアルバム」でも118位に選出した。
第48回グラミー賞ではアーティスト、ソングライター、プロデューサーとして合計8部門にノミネーションされた。最優秀アルバム賞と最優秀楽曲賞の主要部門は逃したものの、最優秀ラップアルバム賞を含む3部門を受賞し、授賞式では「Gold Digger」 「Touch the Sky」の2曲をパフォーマンスした。
2007年1月、日本人ヒップホップグループ、TERIYAKI BOYZのシングル「I still love H.E.R. feat.KANYE WEST」にプロデューサーとラップで参加。日本のテレビ番組『ミュージックステーション』にもゲスト出演した。

### 2007年 - 2008年: Graduation

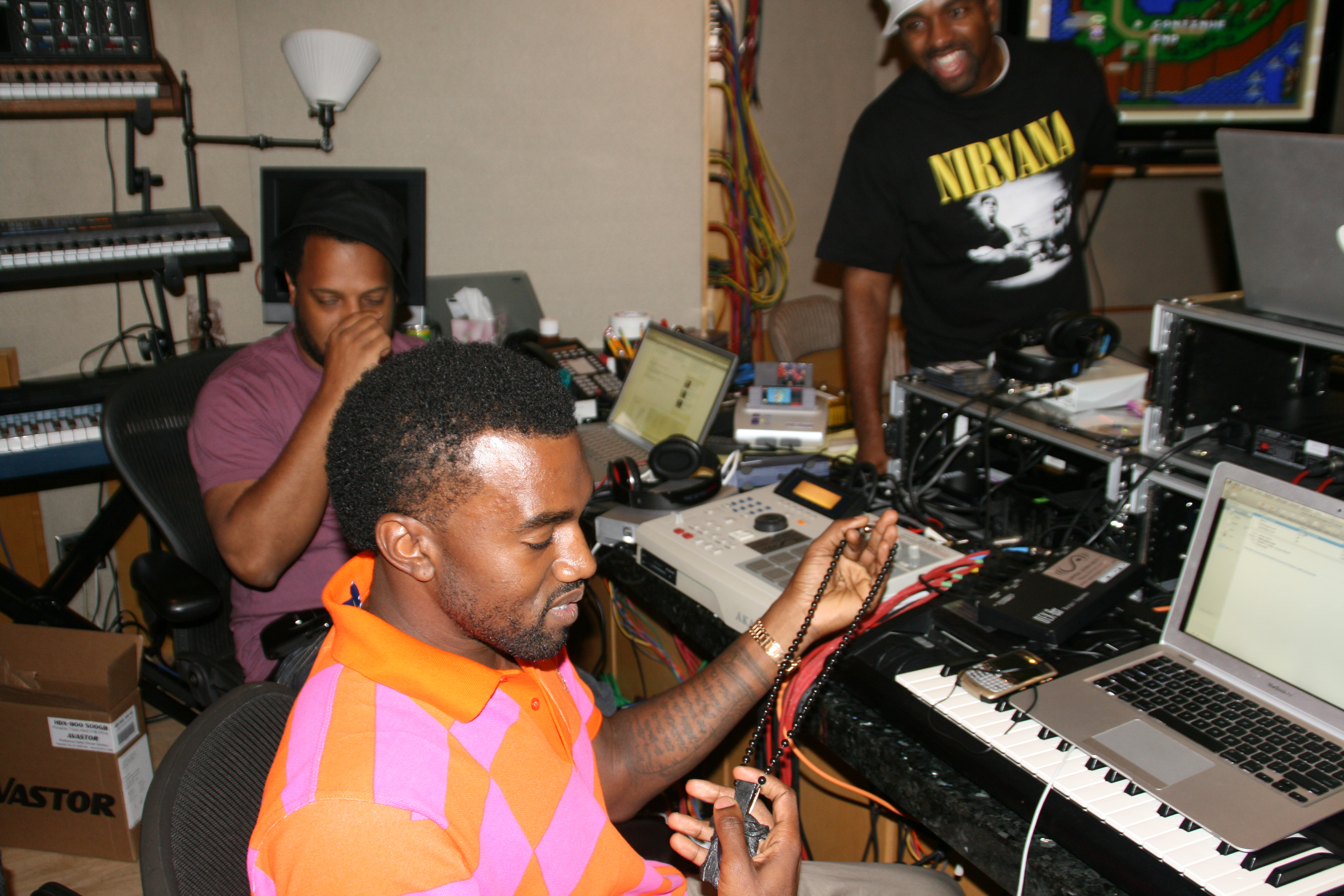
No I.D.とスタジオで作業するカニエ・ウェスト（2008年）

2007年9月11日、3作目のアルバム『グラデュエーション（Graduation）』をリリース。アルバムのジャケットは村上隆が担当した。50セントのアルバム『Curtis』と同日リリースで話題を呼んだが、カニエが米英で1位を勝ち取った。アルバムからのシングル「Stronger」はアメリカ国内だけで500万枚を売り上げ、米英で1位を記録する。第50回グラミー賞では最多8部門にノミネートされ4部門を受賞した。
2008年、マドンナの曲「ビート・ゴーズ・オン」に参加、カニエはその後2015年の「イルミナティ」などにもプロデューサーとして参加しており、マドンナはカニエについて「素晴らしい狂人」と評したうえでその才能を高く評価している。
2008年9月12日にパパラッチのカメラを壊し、器物破損で逮捕。逮捕後、約210万円の保釈金を支払って保釈された。カニエの知人で、彼から寄付を受けている慈善活動家の目撃談によると、カニエはカメラマンに攻撃され、身を守っただけだという。知人曰く「なぜ彼（カニエ）が逮捕されたのかわからない。あの男はカニエの顔にカメラをあまりにも近づけすぎていた。私は彼を責めないね」。

### 2008年 - 2009年: 808s & Heartbreak

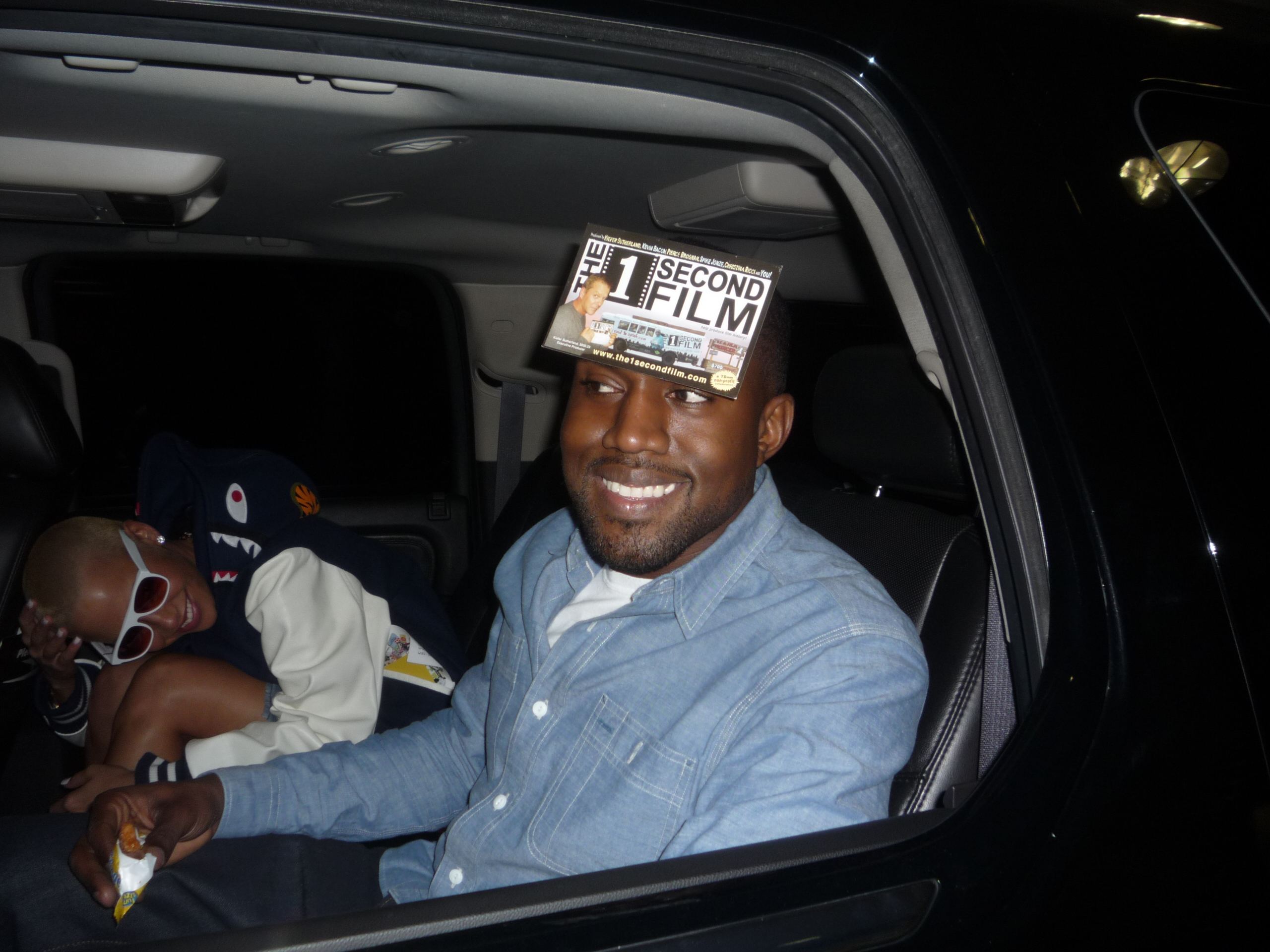
カニエ・ウェスト（2009年）

2008年11月24日、4作目のアルバム『808s & Heartbreak』をリリース。全米1位を記録する。タイトルの”808”とはローランドの名機TR-808を指しており、今作でこのリズムマシンは大々的に使用されている。カニエは前年11月に最愛の母の死去、その翌月に婚約者であったアレクシス・ファイファーとの破局を経験しており、そうした喪失による傷心（Heartbreak）はアルバム全体の大きなテーマとなっている。また今作でカニエはラップよりもオートチューンを使った歌唱に注力しており、それも今作を形作る大きな特徴となっている。セールス・評価ともに彼のそれまでの作品と比べると決して高いものではなかったが後のドレイクやフランク・オーシャンといったアーティストの土台を作った作品であるとしてその歴史的価値は見直されている。
2009年8月、『Scrape TV』に出演した際にマイケル・ジャクソンについて触れ、「次のキング・オブ・ポップは俺さ」と発言し反響を呼ぶ。しかし、カニエは自身のブログで、そのようなことは言っていないと反論した。カニエの発言を受けて動画サイト『JumpOff-TV』が、マイケルとカニエを左右に並べてCDセールス、受賞歴、表紙を飾った雑誌の数、ファッションなどを比較する動画を作成した。
9月13日に行われたMTV Video Music Awards 2009では、最優秀女性アーティスト・ヴィデオ賞を受賞したテイラー・スウィフトのスピーチ中に泥酔して乱入(ただし、本人は神がそうさせたと主張)、彼女のスピーチを妨害しマイクを奪い、「君の受賞は本当に良かったけど、ビヨンセが史上最高のビデオを作ったアーティストの1人だ」と発言、場内からブーイングを浴びた。その後最高賞である最優秀ビデオ賞を受賞したビヨンセがスウィフトを壇上に招き入れ、スピーチの続きを促す気遣いを見せている。この行為は波紋を呼び、カニエは自身のブログや翌14日に出演したNBC「ザ・ジェイ・レノ・ショー」で謝罪、スウィフト本人にも電話で謝罪したが、音楽ファンや著名人から非難の声が上がり、バラク・オバマ大統領もCNBC主導による記者会見中のオフレコ発言で、カニエに対し「Jackass（ばか者）」と呼ぶ騒ぎにまで発展した。なおこのオバマの発言は、ABC「ナイトライン」のキャスター、テリー・モーランがTwitter上で暴露した物で、この事を意図的に報じなかったCNBCがABCを非難、モーランは発言内容を削除し、ABCは謝罪に追われる事態となった。
この事件のあと、フェンディのローマ本社でヴァージル・アブローとともにインターシップを経験した。

### 2010年 - 2012年: My Beautiful Dark Twisted Fantasy, Watch The Throne

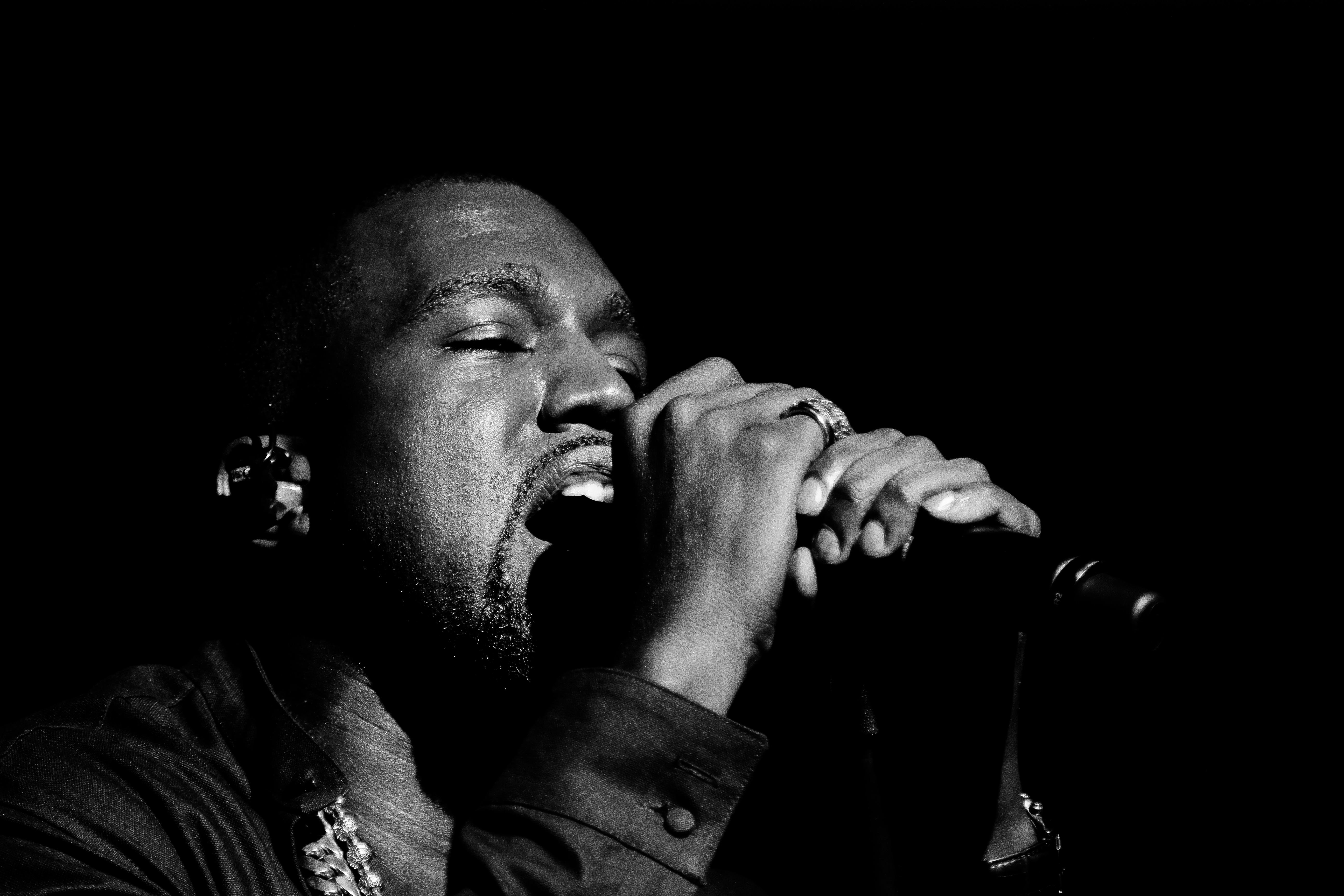
サムソンのGalaxy Note II発表会でのカニエ・ウェスト（2011年）

2010年11月22日、5作目のアルバム『マイ・ ビューティフル・ダーク・ツイステッド・ファンタジー（My Beautiful Dark Twisted Fantasy）』をリリースする。アルバムの大半がハワイのレコーディングスタジオで制作され、Bon Iver、Jay-Z、Pusha T、Rick Ross、Kid Cudi、Nicki Minaj、John Legend、Raekwonらがフィーチャリングゲストで参加した。
アルバムは初週にアメリカで49万6000枚を売り上げ、全米1位を記録する。アルバムからは「All of the Lights」「Power」「Monster」「Runaway」といったシングルがヒットした。
「Power」は、プログレッシブ・ロックの先駆者キング・クリムゾンの代表曲「21世紀のスキッツォイド・マン」をサンプリングしたことでも注目された。
アルバムの内容は各方面から大絶賛を受け、ローリング・ストーン誌は「カニエにしか作れない音楽」と5点満点中5点を付けたほか、辛口批評メディアとして知られるピッチフォーク・メディアは10点満点中10点を与えた。またローリング・ストーン、ピッチフォークをはじめ、スピン、ステレオガム、エンターテインメント・ウィークリー、タイム紙など数多くのメディアから本年最高のアルバムと評された。第54回グラミー賞では7部門にノミネートされ、ラップ・カテゴリの4部門を独占受賞した。しかしながら主要部門である年間最優秀アルバム賞にはノミネートさえされず、Jay-Zと共に式をボイコットした。
アルバムは批評家から2010年代を代表する作品と評されており、音楽メディアが発表する2010年代のベストアルバムのリストでComplex、A.V. Club、New York Post、Odyssey、Rolling Stoneが1位に、Pitchforkは2位に、Stereogumは4位にこのアルバムを選んだ。
2011年はアルバムのフェスティバルツアーを行ない、Coachella、Lollapalooza、Austin City Limitsといった大型フェスにヘッドライナーで出演した。アルバムの世界観を表現した豪華なライブセットは話題を呼び、ハリウッド・リポーターはコーチェラでの公演を史上最高のヒップホップライブだと報じた。
2011年8月8日、Jay-Zとのコラボレーション・アルバム『ウォッチ・ザ・スローン（Watch the Throne）』をリリース。全米1位を記録し、アルバムからのシングル「Niggas in Paris」はアメリカだけで400万枚を売り上げた。第55回グラミー賞では6部門にノミネートされ、3部門を受賞した。同年10月から翌年の6月にかけてJay ZとWatch The Throne Tourを回った。
2012年には自身のレコードレーベルGOOD Musicのコンピレーションアルバム、『Cruel Summer』をリリースした。

### 2013年 - 2015年: Yeezus

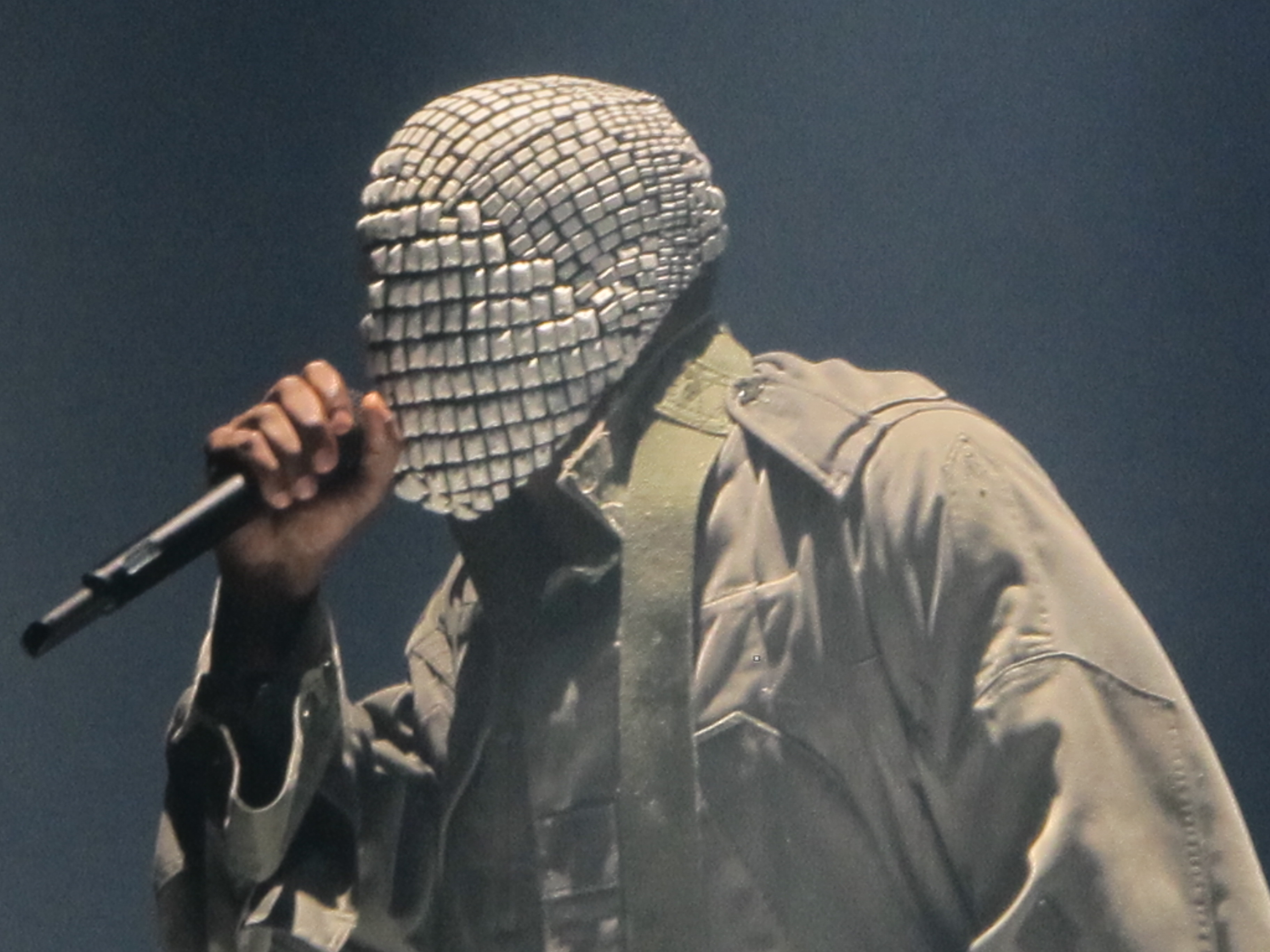
Yeezusツアーでのカニエ（2013年）

2013年6月18日、6作目のアルバム『イーザス（Yeezus）』をリリース。ほぼノンプロモーションであり、リードシングルはなく、アルバムジャケットはカバーもブックレットもなくステッカーのみという、異例の形態でのリリースとなった。リック・ルービンを迎え制作された本作は、サウンド面でも、これまでの作品とは大きく異なり、攻撃的で、インダストリアルな色が強いものとなった。
カニエが公表した契約書によれば、ユニバーサルは『イーザス』の前払い金として800万ドル（約8億4500万円）、さらにサンプリング・クリアランス料とアルバム制作費として追加で400万ドルを支払っていた。
アルバムは全米・全英チャート両方で初登場1位を記録した。前作同様、批評筋からは賞賛の嵐が巻き起こり、ピッチフォーク・メディアで10点満点中9.5点、NMEで10点満点中9点を獲得したほか、ベルベット・アンダーグラウンドのルー・リードが本作のディスクレビューの中で「この男は本当に、本当に、本当に才能がある。誰も彼のやっていることのレベルには到底追いつけない。彼はもはや僕らと同じ星の住人ではない。」と大絶賛した。第56回グラミー賞では2部門にノミネートされたものの受賞を逃す。カニエはアルバムがメディアから軒並み高評価を得ていたものの2部門しかノミネートされなかったことに不満を露わにした。
2013年12月、カニエは全米公開された映画『俺たちニュースキャスター 史上最低!?の視聴率バトルinニューヨーク』にカメオ出演した。
第57回グラミー賞でも2部門にノミネートされたものの受賞を逃す。しかし、6年ぶりとなるパフォーマンスを客演も含め2回披露した。

### 2015年 - 2017年: The Life of Pablo

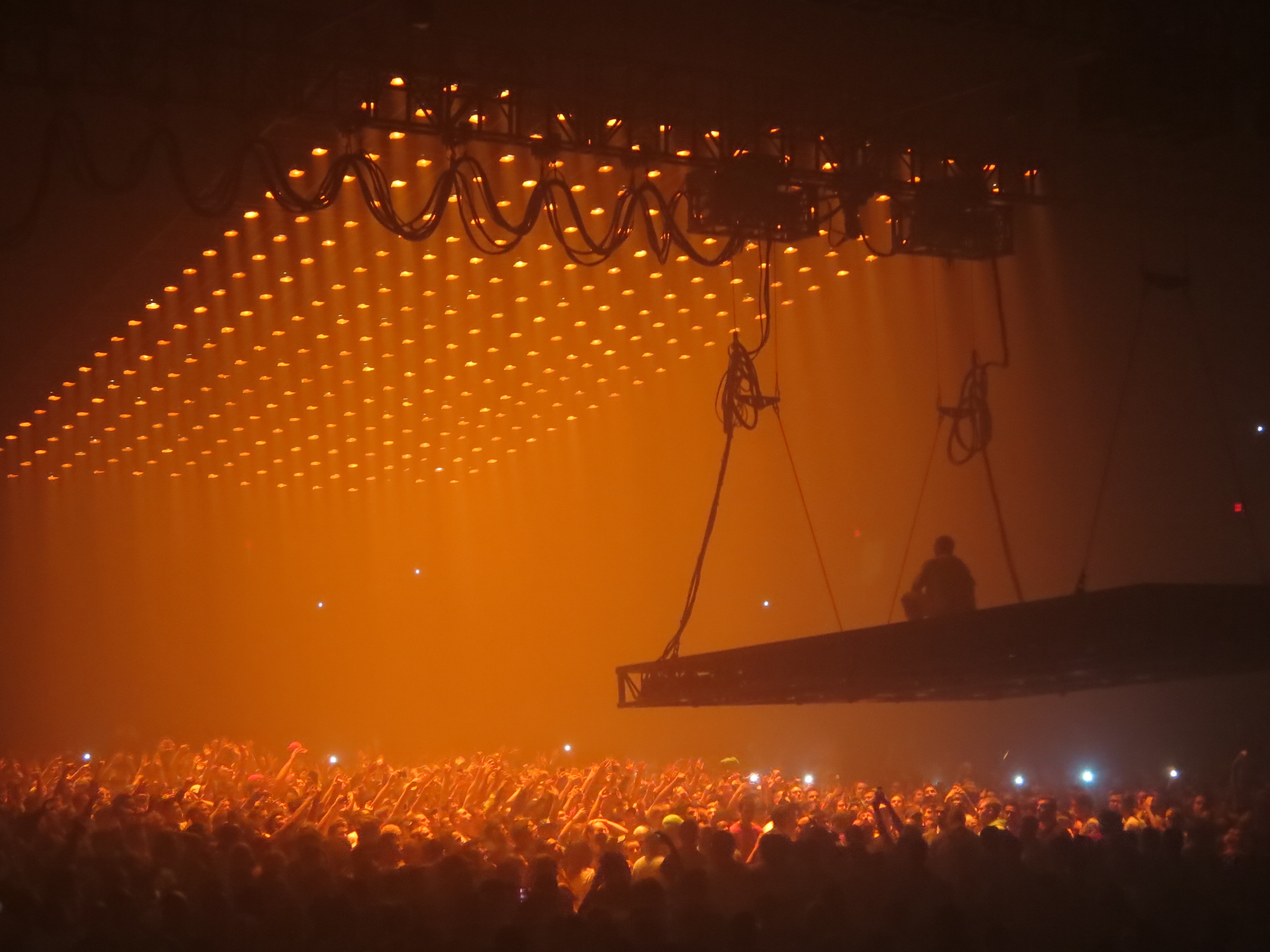
SAINT PABLOツアーでのパフォーマンス（2016年、右側）

2015年5月3日に次のアルバムのタイトルを『So Help Me God』から『SWISH』に変更するとTwitter上で明らかにした。8月、MTV Video Music Awardsのビデオ・バンガード賞を受賞、プレゼンターをテイラー・スウィフトが務めた。カニエはテイラーと一緒に食事をしているところも目撃されており、不仲が解消されたと思われた。
同年10月にオーディション番組「アメリカン・アイドル シーズン15」のサンフランシスコのオーディションにサプライズ参戦し、「ゴールド・ディガー」を披露。結果は合格で、次回のハリウッドのオーディションへの参加権を得た。
2016年1月には、タイトルを『Waves』に変更するも、2月に入り、『The Life of Pablo』に再び変更された。2月11日には、マディソン・スクエア・ガーデンにおいて、Yeezy Season 3 とアルバムの発表が行われた。2月14日、7作目となるアルバム『ザ・ライフ・オブ・パブロ（The Life of Pablo）』をTidal限定でリリースし、7作連続となる全米初登場1位を記録。ユニバーサルは『The Life of Pablo』制作に際して、製作費／サンプリング・クリアランス費として300万ドルを事前に払っている。
4月1日に他のストリーミングサービスでも公開されたが『Yeezus』での宣言通りCDでのリリースは行われなかった。このアルバムはリリース後にも関わらず曲の歌詞やミキシングを変更したり、収録曲を追加したりするなど、ある意味ストリーミング限定だからできる試みをしている。8月にはSAINT PABLO TOUR を開始したが、11月に入り精神状態が不安定になりステージ上で盟友のJay-Zやその家族に対する暴言といった奇行が目立ちはじめ、ツアーを途中でキャンセルし緊急入院した。原因は最愛の母の命日が近かったこととも伝えられている。

### 2017年 - 2022年: ye, KIDS SEE GHOSTS, Jesus Is King

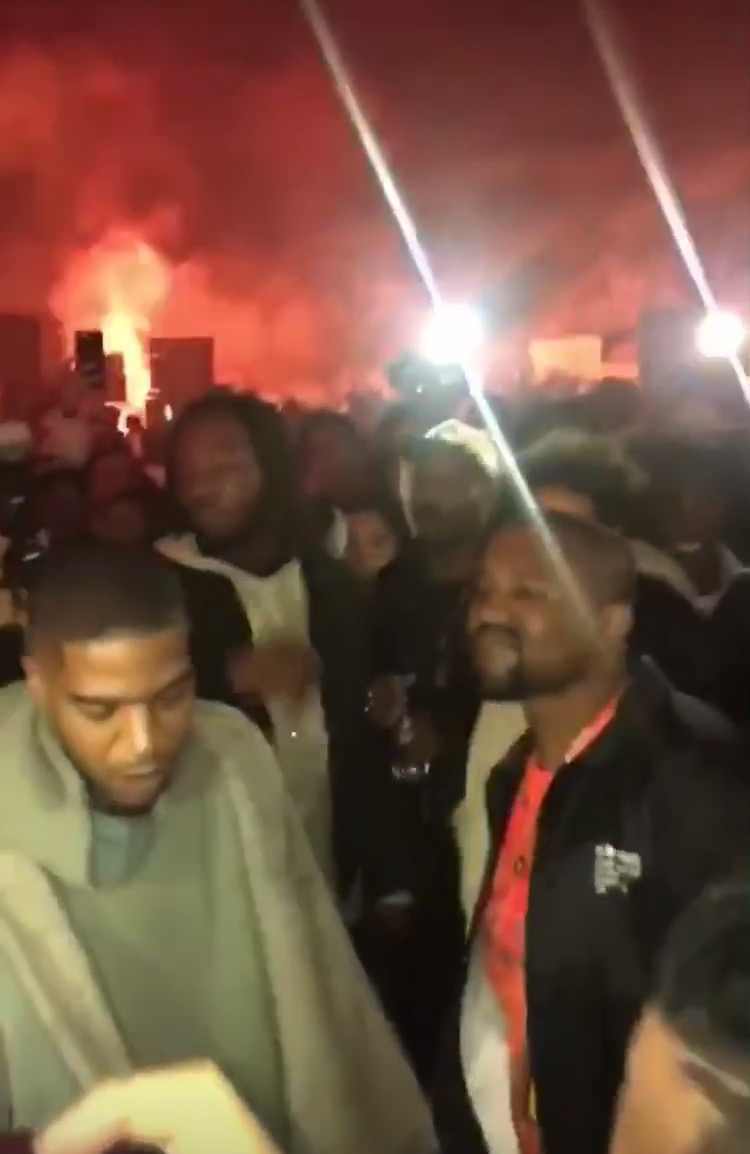
ワイオミングでのKIDS SEE GHOSTSのリスニングパーティ（2018年）

2017年5月にワイオミング州でアルバムを製作していると報じられる。 2018年5月25日に自身がプロデュースをしたPusha-Tのアルバム『Daytona』が発売された。 5月31日、ワイオミング州のジャクソンホールにてリスニングパーティーを行い、6月1日に予定通り2年ぶりとなる自身のニックネームであるYe（イェ）を冠したアルバム『ye』をリリースした。この作品で8作連続全米1位を達成した。 
翌週の6月8日にはキッド・カディとのコラボアルバム『KIDS SEE GHOSTS』をリリース。このアルバムのアートワークは村上隆がデザインし、Guradution以来のコラボとなった。さらにその翌週には自身がプロデュースしたナズのアルバム『Nasir』が、そのまた翌週にはTeyana Taylorのアルバム『K.T.S.E』がリリースされた。この関連作5週連続リリースによってカニエは自身の衰えぬ創作意欲を示した。
2018年9月7日、Lil Pumpとのコラボレーションシングル「I Love It」をリリースする。9月28日に新アルバム『Yandhi』を発売するとしていたが、アフリカでレコーディングを行うという理由で、11月23日に延期となった。 また、チャンス・ザ・ラッパーとのコラボレーションアルバム『Good Ass Job』を製作中と自ら発表したが、その後リリースされることはなかった。
2019年1月、カニエは「Sunday Service」をスタートする。これは毎週日曜に世界各地でおこなわれるカニエ流の日曜礼拝で、ゴスペル隊を率いる前衛的な宗教パフォーマンスとも呼べるものだった。会場の多くは非公開で招待された者のみが参加できるものだったが、4月にコーチェラの会場内で開催された他、メガチャーチなどでもサプライズで行われることがあった。7月には『Yandhi』がオンライン上に流出したが、カニエはこの作品を信仰上の理由でお蔵入りにすると発表した。

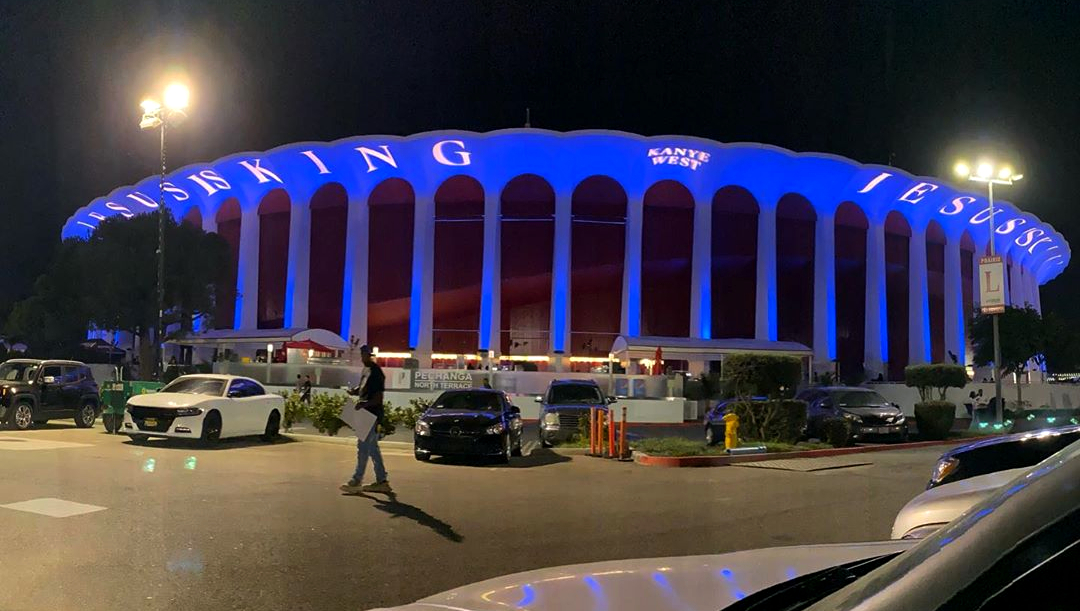
Jesus Is Kingのリスニングパーティ会場（2019年）

10月25日、カニエはクリスチャンヒップホップアルバム『ジーザス・イズ・キング（Jesus Is King）』をリリースする。アルバムはビルボードのクリスチャンアルバムチャートやゴスペルチャートでも全米1位を記録する。12月25日にはカニエが総合プロデュースを務めたSunday Service Choir名義でのゴスペルアルバム『Jesus Is Born』をリリースした。
2020年6月30日、トラヴィス・スコットをフィーチャーしたシングル「Wash Us in the Blood」をリリースした。10月16日、シングル「Nah Nah Nah」をリリース。11月13日にはDaBabyと2 Chainzをフィーチャーした同曲のリミックスがリリースされた。
2021年8月にロサンゼルスの裁判所に改名を申請し、10月18日に2018年からステージネームとして使用している「イェ」（ミドルネーム、ファミリーネームはなく、「イェ」がフルネーム）に改名した。また、同8月にジェイ・Zなどと共作した楽曲「ジェイル」を含むアルバム『Donda』をリリースした。
2022年10月17日、SNSサービスのParlerを買収することで合意したと同サービス運営会社が発表した。
2022年10月、自身のPodcastやTwitterにおいて、反ユダヤを含む発言や投稿を相次いで行った。これを受けて、カニエとのコラボ商品を販売していたアディダスやギャップなどの各企業が協業を相次いで終了させたり、Facebook（メタ）やTwitterもカニエのアカウントを凍結するなどの影響が発生した。2023年12月26日には今までの反ユダヤ発言を謝罪するコメントをInstagramにヘブライ語で投稿した。

### 2023年 -: Vultures3部作、Bully

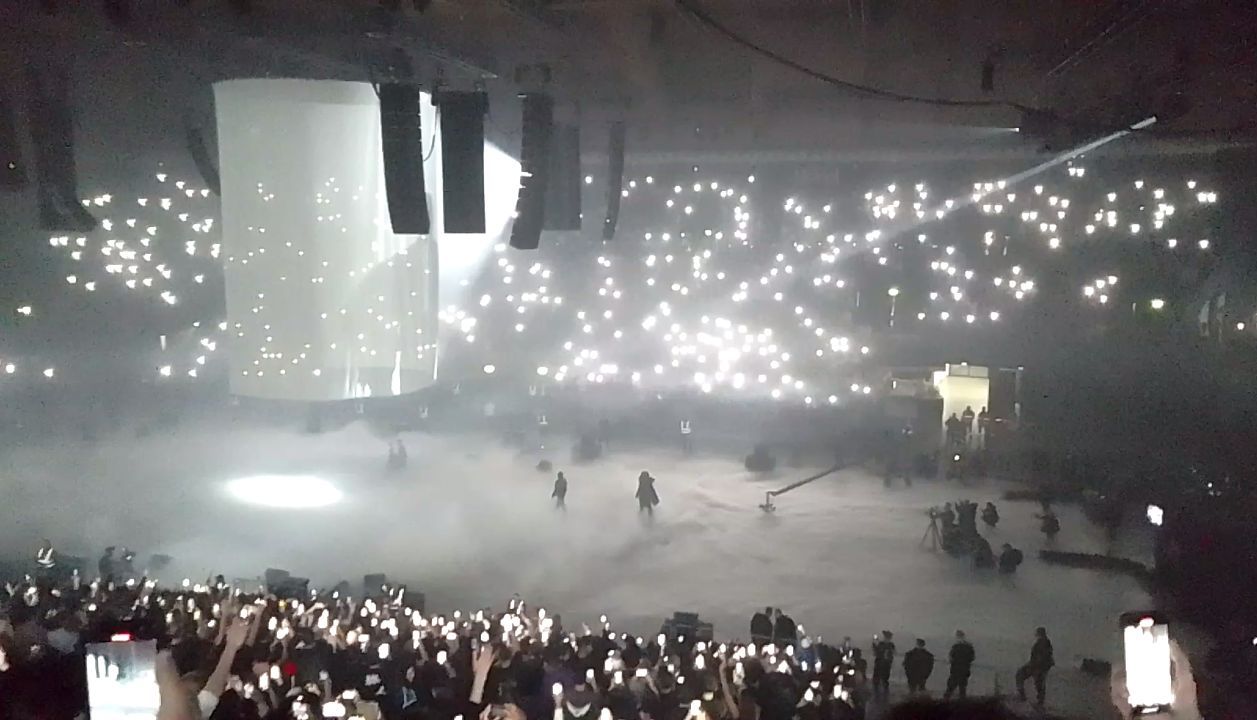
イタリアのボローニャで開催された『Vultures1』のリスニングパーティ

2024年2月9日、ウェストがUBSアリーナでリスニング・パーティーを開催した1日後の10日に『Vultures』3部作の1作目である『Vultures1』がリリースされた。アルバムはBillboard 200で初登場1位を獲得し、カニエにとって11作連続、タイ・ダラー・サインにとって初のアルバム1位となった。「Vultures 2」は同年8月3日にリリースされた。9月28日、中国海口市の五源河体育場で行われたコンサートで、ウェストは11枚目のソロアルバム「Bully」をリリース予定だと発表し、「Beauty and the Beast」を初披露した。
2025年2月、ウェストは妻のビアンカを裸にしか見えないような衣装でグラミー賞に出演させたうえ、X上でもナチズムを仄めかす投稿を行った。さらに、同時期にスーパーボウル上のテレビCMに自費で出演し、CMに書かれたURLサイトでハーゲンクロイツマークのみが描かれた白いTシャツを販売しようとしたが、2月11日でサイトが消滅している。

## 私生活

### 家族

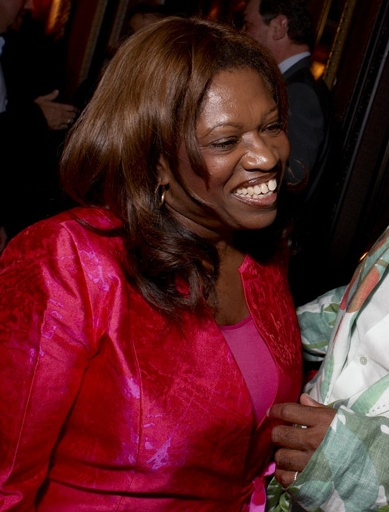
ドンダ・ウェスト

1977年、ジョージア州アトランタでレイ・ウェスト（Ray West）とドンダ・ウェスト（Donda West）の間に生まれる。父親は元ブラックパンサー党員で、アトランタの新聞報道カメラマンとして働いていた（のちにキリスト教徒専門の結婚カウンセラーとなり、カニエの支援でカフェの共同経営もしている）。3歳の時に両親が離婚。母と共にイリノイ州のブルーアイランドへ引っ越す。母のドンダは黒人大学として知られるバージニア・ユニオン大学の英語学科を1971年に卒業後英語教師となり、1980年にはオーバーン大学で博士号を取り、1987年にフルブライト奨学金を得て南京大学に留学、いくつかの大学で英語を教えたのち長年勤めていたシカゴ州立大学で英語学部主任にまでなったが、2004年からはカニエのマネージャーとしてカニエ財団などさまざまなビジネスのマネージメントに携わった。カニエは10歳のときに、母とともに中国に行ってイジメにあい、その頃から絵を描く事に夢中になる。
2007年、カニエの母がカニエの半生を描いた自叙伝『Raising Kanye』出版。
2007年11月10日、カニエの母、ドンダが胸と腹の脂肪吸引手術後に帰宅したのち容態が悪化し、手術の翌日ロサンゼルスで亡くなった。58歳だった。11月12日、カニエのバックアップを受ける同郷のラッパー、ライムフェスト (Rhymefest)が地元シカゴのラジオ局に出演。「カニエがこっちの時間で朝の10時に電話してきたんだ、彼はロンドンにいた。彼のママ、ウェスト博士が亡くなったと教えてくれた」と語っている。「カニエはまだこの衝撃を受け止めきれていないと思う。でもオレはシカゴの人たちに、彼とその家族へ祈りをささげてほしいんだ」とコメントした。ドンダはシカゴ州立大学で教鞭をとっていたが、息子カニエ・ウェストの成功を受けて彼のマネージャーに転身していた。

### 恋愛・交際

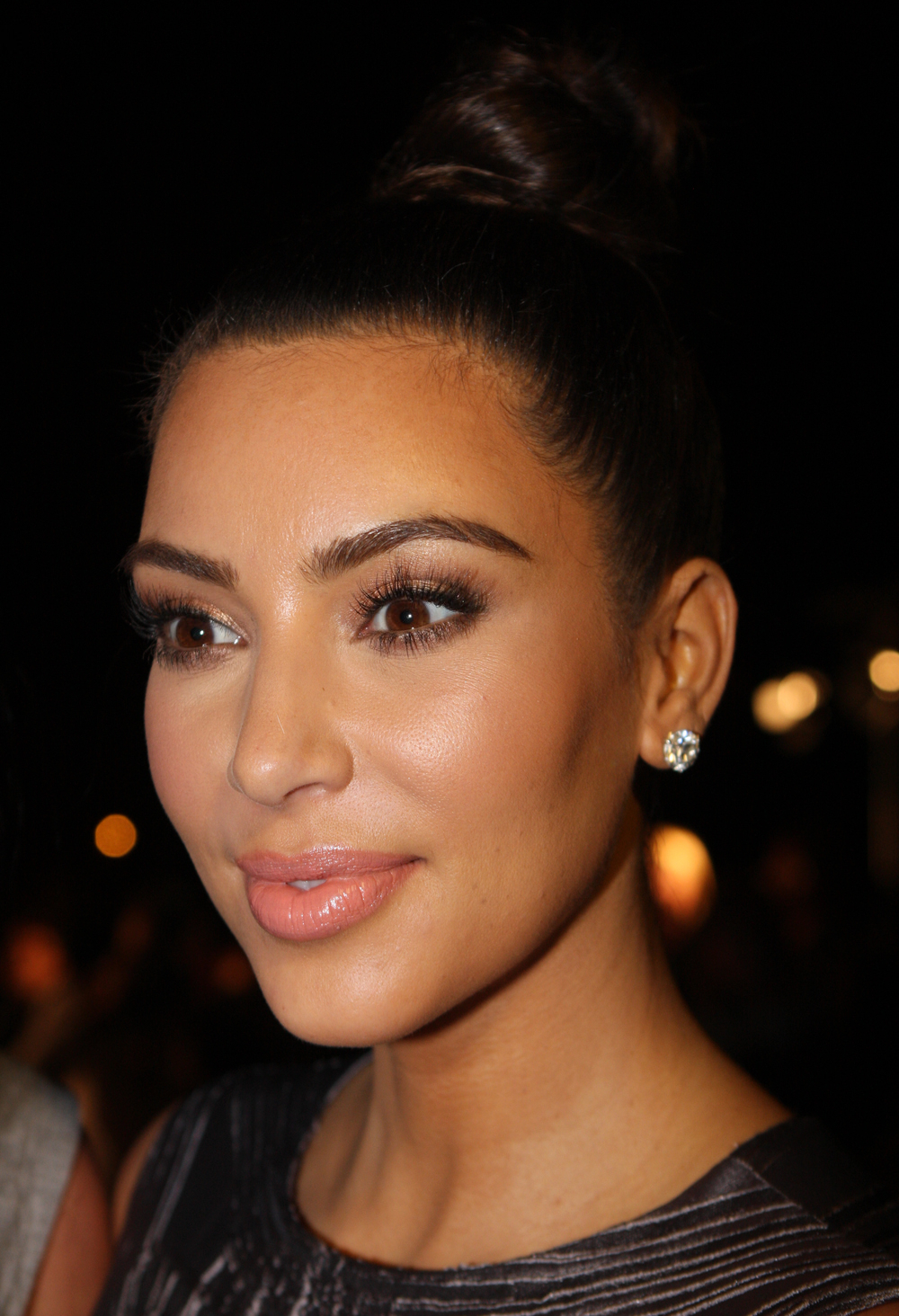
元妻のキム・カーダシアン

2002年からトップモデルのアレクシス・ファイファーと交際し2006年8月に婚約したが、2008年3月頃に破局。
2008年11月にスーパーモデルのセシリー・ロペスとのデートが報じられた。セシリー・ロペスは米国出身のスーパーモデルで、カニエより11歳年下である。
2013年10月21日にリアリティスターのキム・カーダシアンと婚約。カニエはサンフランシスコにある野球場AT&Tパークを貸し切り、家族や友人たちを前にプロポーズした。2014年5月24日にイタリアのフィレンツェで結婚式を挙げた。
キムとの間には、2013年6月15日に第1子女児のノース、2015年12月5日に第2子男児のセイントが誕生した。その後も代理出産により2018年1月15日に第3子女児のシカゴ、2019年5月10日に第4子男児のサームが誕生した。
2020年に大統領選に出馬、7月19日の選挙集会の演説でキムが長女を妊娠したときに中絶を望んだと涙を流しながら語ったり、「ハリエット・タブマンは奴隷を解放などしていない。彼女は白人と仕事をしていただけだ」などと語る姿がSNSで拡散された。物議を醸したこの行動について、キムは同月22日にカニエの双極性障害のためであると説明、メディアと社会に対し「私たちがこれを乗り越えられるよう、思いやりと共感をください」と呼び掛けた。同年11月の大統領選落選後、カニエが次期大統領選に意欲を示した状況などから、キムは子どもたちのためにカニエに別居を求めた。翌2021年2月19日に、キムからロサンゼルス郡上級裁判所に離婚届が提出されている。2022年11月28日に離婚が成立した。
2023年1月15日、18歳年下の建築デザイナーのビアンカ・センソリと結婚。しかし、結婚許可証は取得せず法的な結婚手続きはまだとされている。

### 交友関係

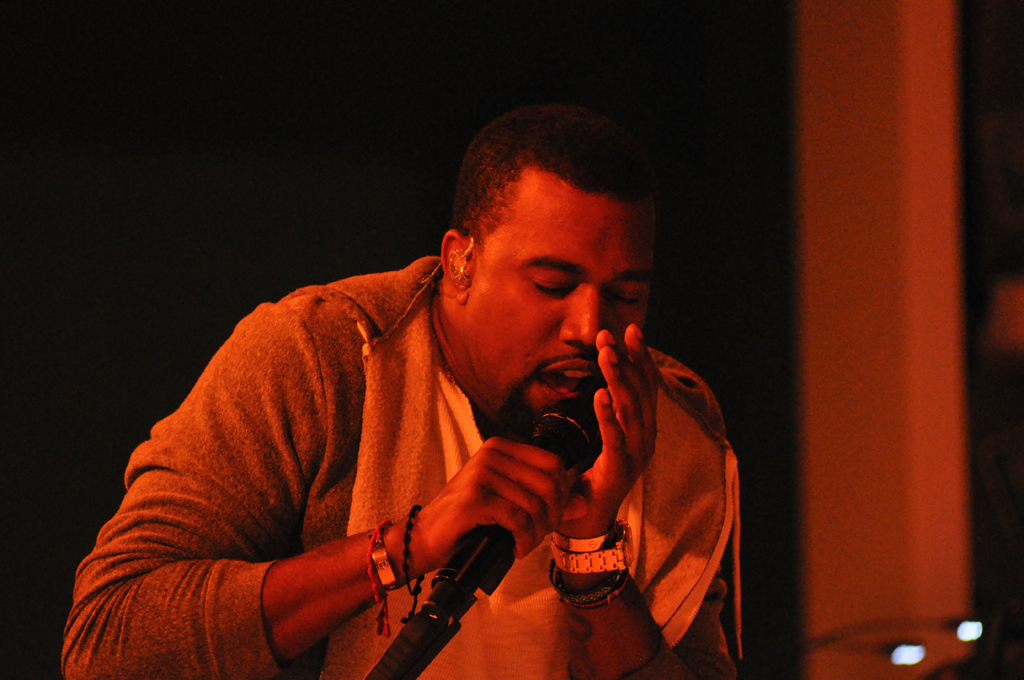
2011年

レーベルメイトであるリアーナを『大切な妹のような存在』と語っている。リアーナが恋人のクリス・ブラウンに暴行を受けた際には「とても残念な事件に落胆している。リアーナはトップアーティストへと成長する可能性を秘めており、大切な妹のような存在だ。彼女を救うためならどんなサポートも惜しまない。彼女が有名人だからというわけでなく、ひとりの女性としてもこのような事件は二度と起こってほしくないね」とのコメントを寄せた。

### 社会貢献活動
- 2018年11月17日、シカゴ近隣で地元警察官に射殺された警備員の家族に15万ドルを寄付していたことが公表された[85]。
- 2018年11月22日、カリフォルニア州南部で起きた山火事の被災者救済活動のために50万ドルを寄付した[86]。

## 政治との関わり
2005年8月2日にアメリカ南部をハリケーン・カトリーナが襲った際、「ブッシュ大統領は、黒人のことは何も考えていない」とジョージ・W・ブッシュアメリカ合衆国大統領を非難するコメントをNBCの生放送中に発表し、全米で物議を醸す。ジェイ・Zは「俺はカニエ・ウェストを100%支持する。これがアメリカだ。誰でも自分の言いたいことを発言することができる。俺たちは発言の自由をもっているんだ」と発言した。
2022年12月には、アレックス・ジョーンズとのライブ対談配信の中で、「ヒトラーにも良い点がある」「高速道路網や、俺がミュージシャンとして使っていたマイクを発明した。何か良いことをしたと大声では言えないが、そんなことはいい」「分類はどうでもいい。人間誰しも何かしらの価値がある。特にヒトラーには」「ヒトラーは好きだ」などとアドルフ・ヒトラーを称賛。物議を醸している。

### 大統領選への出馬

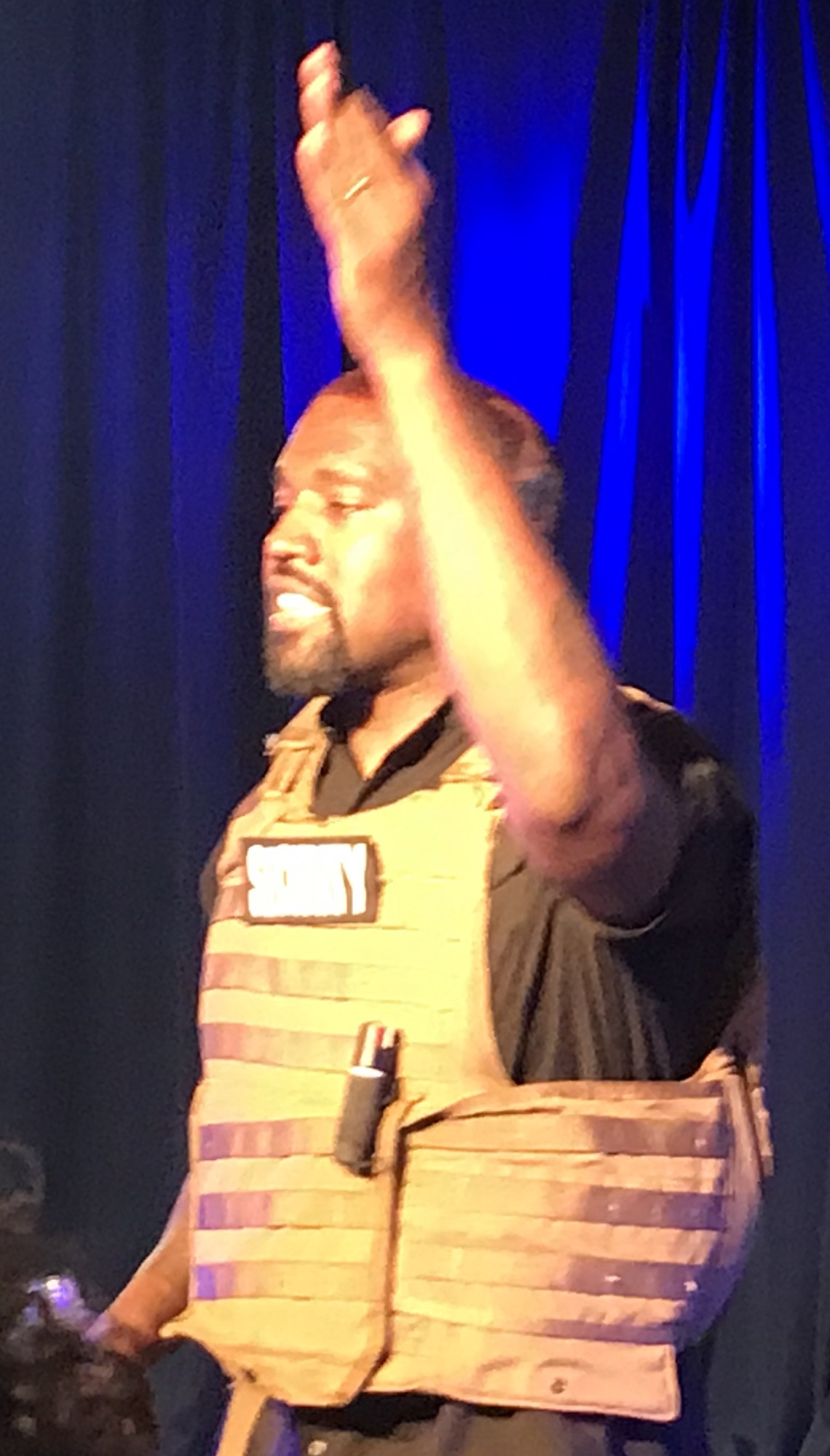
サウンスカロライナでの大統領選キャンペーン（2020年7月）

2015年9月、ウェストは2020年アメリカ合衆国大統領選挙に出馬したいと発言した。
その後、2016年のアメリカ合衆国大統領選挙にてドナルド・トランプが勝利したことを受け、2020年ではなく、2024年の大統領選挙への出馬をほのめかすツイートを投稿した 。
さらにその後の2018年9月のインタビューの中で、彼は健康保険制度に関心があることを明らかにした。
2018年9月のFaderとのインタビューの中で、ウェストは新しい学校建設プロジェクトについて話し合うためにシカゴ市長ラーム・エマニュエルの元を訪れたことを明らかにしている。
2019年11月に改めて2024年大統領選挙への出馬を決意。2020年7月5日にTwitterにて11月執行予定の大統領選挙への出馬を表明し、テスラのイーロン・マスクCEOがウエストの支持を表明。直後に行われたインタビューの中でも改めて大統領選挙出馬を表明し、政党名をバースデーパーティーにするとしている。

### ドナルド・トランプとの関わり

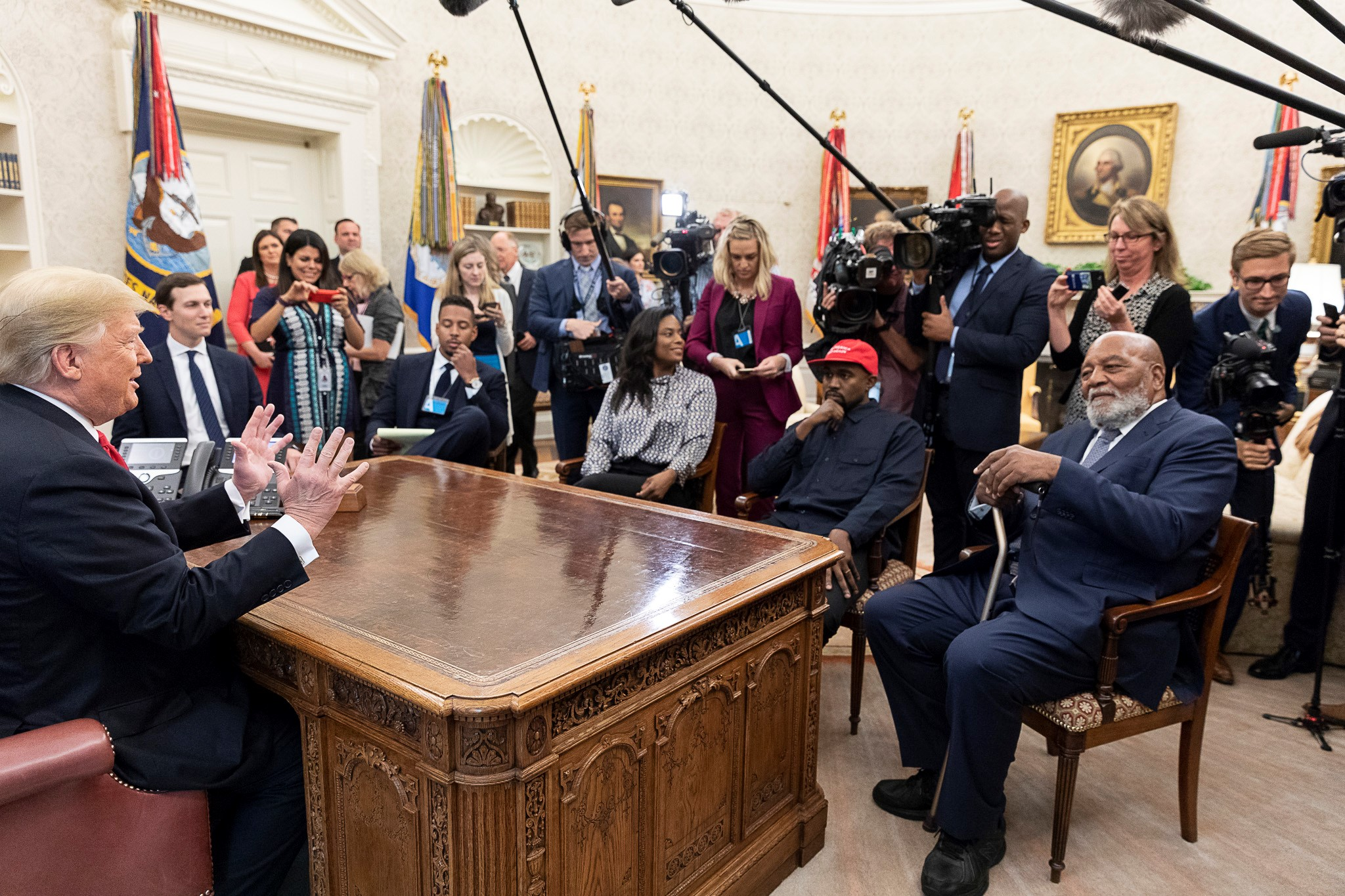
ホワイトハウスでのドナルド・トランプとの会談（2018年10月）

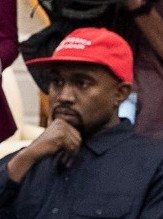
カニエのアップ

2016年12月13日、ウェストはトランプと面会した。 
ウェストは「トランプとの面会を望んだのは多文化的な問題について議論するためだった。いじめや、教師への支援、カリキュラムの現代化、そしてシカゴにおける暴力などの問題だ。本当に未来を変えたいのなら将来の大統領と直接対話する手段を持つことは重要なことだと思う」（"I wanted to meet with Trump today to discuss multicultural issues. These issues included bullying, supporting teachers, modernizing curriculums, and violence in Chicago. I feel it is important to have a direct line of communication with our future President if we truly want change."）と話している。
ウェストは投票に行っていないものの、もしするならトランプに入れていたと話していた。
2017年2月に彼はトランプに関するすべてのツイートを自身のアカウントから削除した。メディアは大統領令13769号(別名：テロリストの入国からアメリカ合衆国を守る大統領令)をはじめとする複数の政策に不満があったのではないかとみている 。
その後、2018年4月に送ったラジオパーソナリティエブロ・ダーデン宛てのメッセージの中で、ウェストはトランプの支持を再び明らかにした 。

加えて、ウェストはトランプを擁護する複数のツイートの中で、 Make America Great Againと書かれた帽子をかぶった自撮り写真を投稿し 、トランプ本人はこれらのツイートをリツイートした。
2018年4月にウェストはツイッターを再開し、保守派のアフリカ系アメリカ人コメンテーターで、トランプ支持者としても知られるキャンディス・オーウェンズに賛同する意向を明らかにした 。
このツイートはウェストのファンの間で議論を呼んだ。
2018年10月11日、ウェストはホワイトハウスでトランプと面会し、マイク・ラヴとキッド・ロックらほかのミュージシャンたちとともに新たな著作権法となる音楽近代化法の署名に立ち会った。
2018年10月31日、カニエはトランプの支持をやめ、政治から距離を置くとツイッター上で宣言した。
ツイートの中で、カニエは自分の信念とは異なるメッセージを発信させるために利用されていたと述べており、トランプの政策に対しても批判している。
また「カニエが民主党不支持を呼びかけるキャンペーンBlexitのTシャツのデザインをした」という政治活動家キャンディス・オーウェンズの発言を否定し、オーウェンズとは無関係であるとした。
2020年2月に新型コロナウイルスに感染し苦しんだことを同年7月7日に行われたインタビューの中で明かし、また同年6月にBLM運動が首都ワシントンに広がった際にトランプがホワイトハウスの地下壕に一時避難したと報道されたことにも不快感を述べ、トランプに対する支持撤回を改めて表明している。

## ディスコグラフィ

### アルバム

#### スタジオアルバム
- ザ・カレッジ・ドロップアウト（2004年）
- レイト・レジストレーション（2005年）
- グラデュエーション（2007年）
- 808s & ハートブレイク（2008年）
- マイ・ビューティフル・ダーク・ツイステッド・ファンタジー（2010年）
- イーザス（2013年）
- ザ・ライフ・オブ・パブロ（2016年）
- イェー（2018年）
- ジーザス・イズ・キング（2019年）
- ドンダ（2021年）
- ブリ―（2025年）
- ネバーストップ (2025年)

#### コラボレーション・アルバム
- ウォッチ・ザ・スローン（2011年）（with ジェイ・Z ）
- キッズ・シー・ゴースト（2018年）（with キッド・カディ）
- ヴァルチャーズ1（2024年）（with タイ・ダラー・サイン、 ¥$として）
- ヴァルチャーズ2（2024年）（with タイ・ダラー・サイン ¥$として）

#### デモ・アルバム
- ドンダ2（2022年）

### シングル
| 2003                                      | Through the Wire                                                                             | 15 | 81  | —  | 61 | 24 | 16 | 48 | 9   | - US: プラチナ                                                                           | The College Dropout                |
| 2003                                      | Slow Jamz (with Twista and Jamie Foxx)                                                       | 1  | 26  | —  | 58 | 30 | 9  | —  | 3   |                                                                                          | The College Dropout                |
| 2004                                      | All Falls Down (featuring Syleena Johnson)                                                   | 7  | —   | —  | 72 | 23 | 19 | —  | 10  | - US: 2× プラチナ                                                                        | The College Dropout                |
| 2004                                      | Jesus Walks                                                                                  | 11 | 37  | —  | —  | 18 | —  | —  | 16  | - US: 2× プラチナ                                                                        | The College Dropout                |
| 2004                                      | The New Workout Plan                                                                         | —  | —   | —  | —  | —  | —  | —  | —   | - US: ゴールド                                                                           | The College Dropout                |
| 2005                                      | Diamonds from Sierra Leone                                                                   | 43 | 52  | —  | 67 | 19 | —  | 52 | 8   | - US: ゴールド                                                                           | Late Registration                  |
| 2005                                      | Gold Digger (featuring Jamie Foxx)                                                           | 1  | 1   | 5  | 35 | 3  | 1  | 52 | 2   | - US: 8× プラチナ - AUS: 4× プラチナ - NZ: ゴールド - UK: 2× プラチナ                    | Late Registration                  |
| 2005                                      | Heard 'Em Say (featuring Adam Levine)                                                        | 26 | 27  | —  | 95 | 23 | 15 | —  | 22  | - US: プラチナ                                                                           | Late Registration                  |
| 2006                                      | Touch the Sky (featuring Lupe Fiasco)                                                        | 42 | 10  | —  | 97 | 14 | 16 | —  | 6   | - US: プラチナ - UK: ゴールド                                                            | Late Registration                  |
| 2006                                      | Impossible (featuring Twista, Keyshia Cole and BJ)                                           | —  | —   | —  | —  | —  | —  | —  | —   |                                                                                          | Mission: Impossible III soundtrack |
| 2006                                      | Drive Slow (featuring Paul Wall and GLC)                                                     | —  | —   | —  | —  | —  | —  | —  | —   |                                                                                          | Late Registration                  |
| 2007                                      | Classic (Better Than I've Ever Been) (with KRS-One, Nas and Rakim)                           | —  | —   | —  | —  | —  | —  | —  | —   |                                                                                          | アルバム未収録                     |
| 2007                                      | Can't Tell Me Nothing                                                                        | 41 | —   | —  | —  | —  | —  | —  | 107 | - US: 3× プラチナ                                                                        | Graduation                         |
| 2007                                      | Stronger                                                                                     | 1  | 2   | 1  | 17 | 2  | 1  | 18 | 1   | - US: 9× プラチナ - AUS: 4× プラチナ - NZ: プラチナ - UK: 2× プラチナ                    | Graduation                         |
| 2007                                      | Good Life (featuring T-Pain)                                                                 | 7  | 21  | 23 | 78 | 24 | 11 | —  | 23  | - US: 3× プラチナ                                                                        | Graduation                         |
| 2007                                      | Flashing Lights (featuring Dwele)                                                            | 29 | 82  | 54 | —  | 21 | —  | —  | 29  | - US: 3× プラチナ                                                                        | Graduation                         |
| 2008                                      | Homecoming (featuring Chris Martin)                                                          | 69 | 32  | 79 | 17 | 5  | 22 | 38 | 9   | - US: プラチナ                                                                           | Graduation                         |
| 2008                                      | Love Lockdown                                                                                | 3  | 18  | 5  | 8  | 4  | 11 | 18 | 8   | - US: 4× プラチナ - AUS: ゴールド - NZ: ゴールド - UK: ゴールド                          | 808s & Heartbreak                  |
| 2008                                      | Heartless                                                                                    | 2  | 40  | 8  | 37 | 11 | 6  | 46 | 10  | - US: 7× プラチナ - NZ: ゴールド - UK: ゴールド                                          | 808s & Heartbreak                  |
| 2009                                      | Amazing (featuring Young Jeezy)                                                              | 81 | —   | —  | —  | —  | —  | —  | —   | - US: プラチナ                                                                           | 808s & Heartbreak                  |
| 2009                                      | Paranoid (featuring Mr. Hudson)                                                              | —  | 90  | —  | —  | —  | —  | —  | —   | - US: ゴールド                                                                           | 808s & Heartbreak                  |
| 2010                                      | Power                                                                                        | 22 | 100 | 49 | —  | 30 | —  | —  | 36  | - US: 4× プラチナ - UK: プラチナ                                                         | My Beautiful Dark Twisted Fantasy  |
| 2010                                      | Runaway (featuring Pusha T)                                                                  | 12 | 46  | 13 | —  | —  | —  | 56 | 56  | - US: 2× プラチナ - AUS: プラチナ                                                        | My Beautiful Dark Twisted Fantasy  |
| 2010                                      | Monster (featuring Jay-Z, Rick Ross, Nicki Minaj and Bon Iver)                               | 18 | —   | 43 | —  | —  | —  | —  | 146 | - US: 2× プラチナ                                                                        | My Beautiful Dark Twisted Fantasy  |
| 2010                                      | All of the Lights (featuring Rihanna)                                                        | 18 | 24  | 53 | —  | 13 | 13 | 46 | 15  | - US: 4× プラチナ - AUS: 2× プラチナ - NZ: ゴールド - UK: プラチナ                       | My Beautiful Dark Twisted Fantasy  |
| 2010                                      | Christmas in Harlem (featuring Cyhi the Prynce and Teyana Taylor)                            | —  | —   | —  | —  | —  | —  | —  | —   |                                                                                          | アルバム未収録                     |
| 2011                                      | H•A•M (with Jay-Z)                                                                           | 23 | 78  | 47 | —  | 40 | —  | —  | 30  | - US: ゴールド                                                                           | Watch the Throne                   |
| 2011                                      | Otis (with Jay-Z, featuring Otis Redding)                                                    | 12 | 42  | 37 | —  | 41 | —  | 61 | 28  | - US: 2× プラチナ - NZ: ゴールド - UK: シルバー                                          | Watch the Throne                   |
| 2011                                      | Lift Off (with Jay-Z, featuring Beyoncé)                                                     | —  | 81  | —  | —  | —  | —  | —  | 48  |                                                                                          | Watch the Throne                   |
| 2011                                      | Niggas in Paris (with Jay-Z)                                                                 | 5  | 66  | 16 | 40 | 22 | 38 | 43 | 10  | - US: 6× プラチナ - AUS: 2× プラチナ - CAN: プラチナ - UK: 2× プラチナ                   | Watch the Throne                   |
| 2011                                      | Why I Love You (with Jay-Z, featuring Mr Hudson)                                             | —  | —   | —  | —  | —  | —  | 52 | 87  |                                                                                          | Watch the Throne                   |
| 2011                                      | Gotta Have It (with Jay-Z)                                                                   | 69 | —   | —  | —  | —  | —  | —  | —   | - US: プラチナ                                                                           | Watch the Throne                   |
| 2012                                      | No Church in the Wild (with Jay-Z, featuring Frank Ocean)                                    | 72 | —   | 92 | —  | 55 | —  | —  | 37  | - US: プラチナ                                                                           | Watch the Throne                   |
| 2012                                      | Mercy (with Big Sean, Pusha T and 2 Chainz)                                                  | 13 | 60  | 46 | —  | —  | —  | —  | 55  | - US: 4× プラチナ                                                                        | Cruel Summer                       |
| 2012                                      | Cold (featuring DJ Khaled)                                                                   | 86 | —   | 85 | —  | —  | —  | —  | —   | - US: ゴールド                                                                           | Cruel Summer                       |
| 2012                                      | New God Flow (with Pusha T)                                                                  | 89 | —   | 66 | —  | —  | —  | —  | —   |                                                                                          | Cruel Summer                       |
| 2012                                      | Clique (with Jay-Z and Big Sean)                                                             | 12 | 39  | 17 | —  | —  | —  | —  | 22  | - US: 3× プラチナ - UK: シルバー                                                         | Cruel Summer                       |
| 2013                                      | Black Skinhead                                                                               | 69 | 58  | 66 | —  | 55 | —  | —  | 34  | - US: 2× プラチナ - UK: シルバー                                                         | Yeezus                             |
| 2013                                      | Bound 2                                                                                      | 12 | 56  | —  | —  | 68 | —  | —  | 55  | - US: 2× プラチナ                                                                        | Yeezus                             |
| 2014                                      | Only One (featuring Paul McCartney)                                                          | 35 | 8   | 31 | 32 | 43 | 8  | 39 | 28  | - US: ゴールド                                                                           | アルバム未収録                     |
| 2015                                      | FourFiveSeconds (with Rihanna and Paul McCartney)                                            | 4  | 1   | 4  | 3  | 3  | 1  | 3  | 3   | - US: 3× プラチナ - AUS: 3× プラチナ - NZ: 2× プラチナ - SWI: ゴールド - UK: 2× プラチナ | アルバム未収録                     |
| 2015                                      | All Day (featuring Theophilus London, Allan Kingdom and Paul McCartney)                      | 15 | 42  | 28 | 57 | 77 | 38 | 64 | 18  | - US: プラチナ - UK: シルバー                                                            | アルバム未収録                     |
| 2016                                      | Famous                                                                                       | 34 | 43  | 31 | —  | 28 | 28 | 45 | 33  | - US: 2xプラチナ - AUS: ゴールド - UK: ゴールド                                          | The Life of Pablo                  |
| 2016                                      | Father Stretch My Hands, Pt. 1                                                               | 37 | —   | 51 | —  | 74 | —  | —  | 54  | - US: 3× プラチナ - UK: シルバー - DEN: ゴールド                                         | The Life of Pablo                  |
| 2016                                      | Father Stretch My Hands, Pt. 2                                                               | 54 | —   | 60 | —  | 87 | —  | —  | 70  | - US: プラチナ - UK: シルバー                                                            | The Life of Pablo                  |
| 2016                                      | Champions (with Gucci Mane, Big Sean, 2 Chainz, Travis Scott, Yo Gotti, Quavo and Desiigner) | 71 | —   | 73 | —  | —  | —  | —  | 128 | - US: プラチナ                                                                           | Cruel Winter                       |
| 2016                                      | Fade                                                                                         | 47 | 69  | 37 | —  | 75 | —  | —  | 50  | - US: プラチナ - US: シルバー                                                            | The Life of Pablo                  |
| 2018                                      | Lift Yourself                                                                                | —  | —   | —  | —  | 94 | —  | —  | —   |                                                                                          | アルバム未収録                     |
| 2018                                      | Ye vs. the People (featuring T.I.)                                                           | 85 | —   | —  | —  | —  | —  | —  | —   |                                                                                          | アルバム未収録                     |
| 2018                                      | Yikes                                                                                        | 8  | 18  | 6  | 84 | 16 | 11 | 32 | 10  | - US: プラチナ                                                                           | Ye                                 |
| 2018                                      | All Mine                                                                                     | 11 | 10  | 12 | 75 | 13 | 5  | 11 | 11  | - US: プラチナ - UK: シルバー                                                            | Ye                                 |
| 2018                                      | XTCY                                                                                         | —  | —   | —  | —  | —  | —  | —  | —   |                                                                                          | アルバム未収録                     |
| 2018                                      | I Love It (with Lil Pump)                                                                    | 6  | 4   | 1  | 9  | 2  | 1  | 6  | 3   | - US: 2× プラチナ - UK: プラチナ - DEN: ゴールド - NZ: ゴールド                          | Harverd Dropout                    |
| 2019                                      | Follow God                                                                                   | 7  | 7   | 6  | —  | 5  | 6  | 14 | 6   | - US: プラチナ                                                                           | Jesus Is King                      |
| 2019                                      | Closed on Sunday                                                                             | 17 | 19  | 20 | 87 | 19 | 26 | 20 | 13  | - US: ゴールド                                                                           | Jesus Is King                      |
| 2020                                      | Wash Us in the Blood (featuring Travis Scott)                                                | 49 | 31  | 77 | —  | 32 | —  | —  | 51  |                                                                                          | アルバム未収録                     |
| 2020                                      | Nah Nah Nah                                                                                  | —  | —   | —  | —  | —  | —  | —  | —   |                                                                                          | アルバム未収録                     |
| "—"は未発売またはチャート圏外を意味する。 |                                                                                              |    |     |    |    |    |    |    |     |                                                                                          |                                    |

### フィーチャード・アーティストとしての主なシングル
以下はセールスまたは批評的に成功した楽曲を抜粋したもの
- Slow Jamz / Twista feat. Kanye West and Jamie Foxx （2003年）
- Talk About Our Love / Brandy feat. Kanye West （2004年）
- The Corner / Common feat. Kanye West and The Last Poets （2005年）
- Go / Common feat. John Mayer and Kanye West （2005年）
- American Boy / Estelle feat. Kanye West （2008年）
- Put On / Young Jeezy feat. Kanye West （2008年）
- Swagga Like Us / Jay-Z and T.I. feat. Kanye West and Lil Wayne（2008年）
- Knock You Down / Keri Hilson feat. Kanye West and Ne-Yo （2009年）
- Supernova / Mr Hudson feat. Kanye West（2009年）
- Run This Town / Jay-Z feat. Kanye West and Rihanna （2009年）
- Forever / Drake feat. Kanye West, Lil Wayne and Eminem （2009年）
- Make Her Say / Kid Cudi feat. Kanye West and Common （2009年）
- Erase Me / Kid Cudi feat. Kanye West （2010年）
- E.T. / Katy Perry feat. Kanye West （2011年）
- Marvin & Chardonnay - Big Sean feat. Kanye West and Roscoe Dash （2011年）
- Birthday Song / 2 Chainz feat. Kanye West （2012年）
- Sanctified / Rick Ross feat. Kanye West and Big Sean （2014年）
- Blessings / Big Sean  feat. Drake and Kanye West （2015年）
- U Mad / Vic Mensa feat. Kanye West（2015年）
- One Man Can Change the World / Big Sean feat. Kanye West and John Legend （2015年）
- All We Got / Chance the Rapper feat. Kanye West and Chicago Children's Choir （2016年）
- That Part / Schoolboy Q feat. Kanye West（2016年）
- Watch / Travis Scott feat. Kanye West and Lil Uzi Vert（2018年）
- Mixed Personalities / YNW Melly feat. Kanye West （2019年）
- Take Me to the Light / Francis and the Lights feat. Bon Iver, Kanye West and Chance The Rapper （2019年）

## 主なプロデュース作品
以下はセールスまたは批評的に成功した楽曲を抜粋したもの
- Izzo (H.O.V.A.) / Jay-Z （2001年）
- Takeover / Jay-Z （2001年）
- '03 Bonnie and Clyde / Jay-Z feat. Beyoncé （2002年）
- Stand Up / Ludacris feat. Shawnna （2003年）
- You Don't Know My Name / Alicia Keys （2003年）
- Slow Jamz / Twista feat. Kanye West and Jamie Foxx （2003年）
- Overnight Celebrity / Twista（2004年）
- I Want You / Janet Jackson（2004年）
- Talk About Our Love / Brandy feat. Kanye West（2004年）
- Dreams / The Game （2005年）
- The Corner / Common feat. Kanye West and The Last Poets（2005年）
- Go / Common feat. John Mayer and Kanye West（2005年）
- Testify / Common（2005年）
- Heaven / John Legend（2006年）
- The People / Common feat. Dwele（2007年）
- Swagga Like Us / Jay-Z and T.I. feat. Kanye West and Lil Wayne（2008年）
- Run This Town / Jay-Z feat. Kanye West and Rihanna（2009年）
- Young Forever / Jay-Z <feat. Mr Hudson（2009年）
- Make Her Say / Kid Cudi feat. Kanye West and Common（2009年）
- Find Your Love / Drake（2010年）
- Party / Beyoncé feat. André 3000（2011年）
- Numbers On the Boards / Pusha T（2013年）
- Sanctified / Rick Ross feat. Kanye West and Big Sean（2014年）
- I Don't Fuck With You / Big Sean feat. E-40（2014年）
- Bitch Better Have My Money / Rihanna（2015年）
- U Mad / Vic Mensa feat. Kanye West（2015年）
- All We Got / Chance the Rapper feat. Kanye West and Chicago Children's Choir（2016年）
- If You Know You Know / Pusha T （2018年）
- Gonna Love Me / Teyana Taylor（2018年）
- Take Me to the Light / Francis and the Lights feat. Bon Iver, Kanye West and Chance The Rapper（2019年）
- We Got Love / Teyana Taylor feat. Ms. Lauryn Hill（2019年）